# Parafia św. Pawła Apostoła w Juneau
Parafia św. Pawła Apostoła w Juneau – parafia rzymskokatolicka, terytorialnie i administracyjnie należąca do archidiecezji Anchorage-Juneau, erygowana 25 stycznia 1972. Według stanu na październik 2021, w parafii posługiwał i pełnił funkcję proboszcza Fr. Mike Galbraith a pomagał mu wikariusz Fr. Jose Thomas. 